# Harry Thumann
Harald „Harry“ Thumann (* 28. Februar 1952; † 2001), auch bekannt unter dem Pseudonym Wonder Dog, war ein deutscher Musiker.

## Diskografie

### Alben
- 1979: American Express
- 1982: Andromeda

### Singles
- 1979: Underwater
- 1979: American Express
- 1982: Living on a Farm
- 1982: Christmas Tails (als Wonder Dog)
- 1982: Ruff Mix (als Wonder Dog)
- 1982: Andromeda